# Sarosa xanthotarsis
Sarosa xanthotarsis là một loài bướm đêm thuộc phân họ Arctiinae, họ Erebidae.